# Cylindromyrmex boliviae

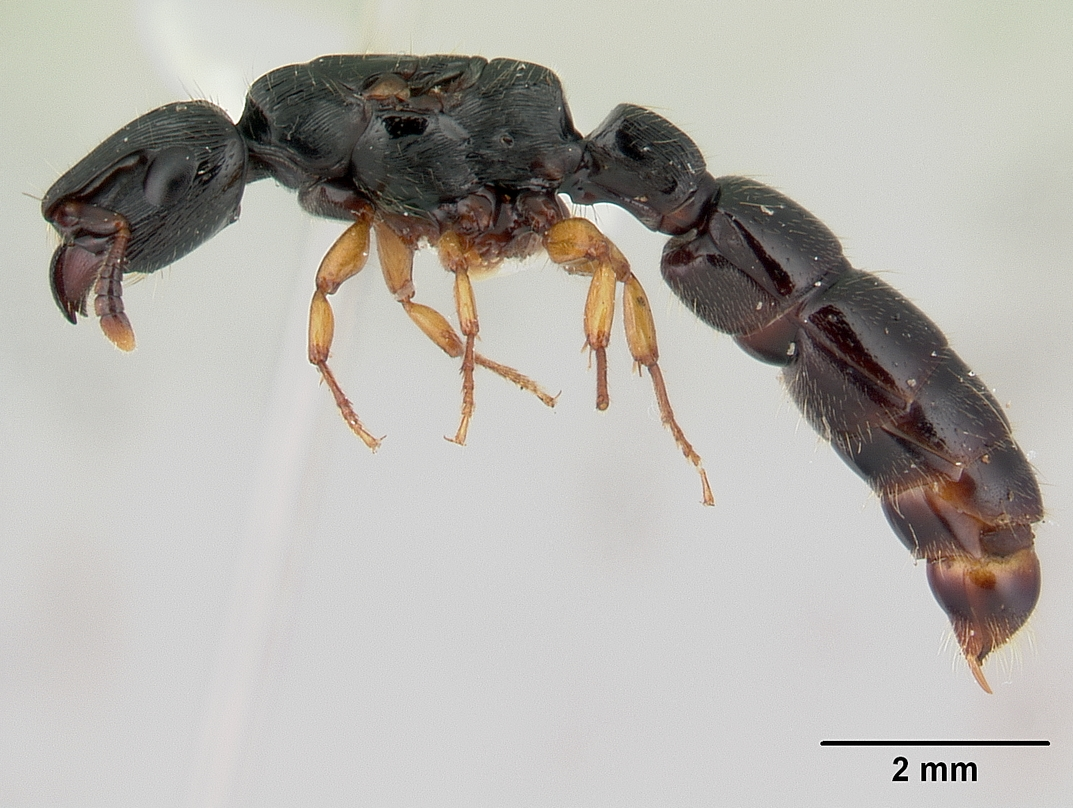
Cylindromyrmex boliviae

Cylindromyrmex boliviae (лат.) — вид тропических муравьёв рода Cylindromyrmex (Formicidae). Специализированы на питании различными видами термитов (термитофагия).

## Распространение
Неотропика. Южная Америка: Боливия, Венесуэла, Колумбия, Перу.

## Описание
Мелкие узкотелые муравьи с короткими ногами и удлинённой головой. Длина тела самок и самцов от 8 до 7 мм (рабочие неизвестны). Отличаются длинной головой (она примерно на четверть длиннее своей ширины, её длина у самок 1,60—1,64 мм; ширина 1,24—1,28 мм), гладким постпетиолем, желтоватыми бёдрами, широкими лобными валиками и крупными выпуклыми глазами. Основная окраска чёрная и блестящая; ноги светлее. Голова, грудь и стебелёк покрыты глубокими продольными бороздками. Усики короткие, скапус достигает лишь половины длины головы. Обитают в древесных полостях и в термитниках. Биология малоисследована. Хищники, термитофаги.

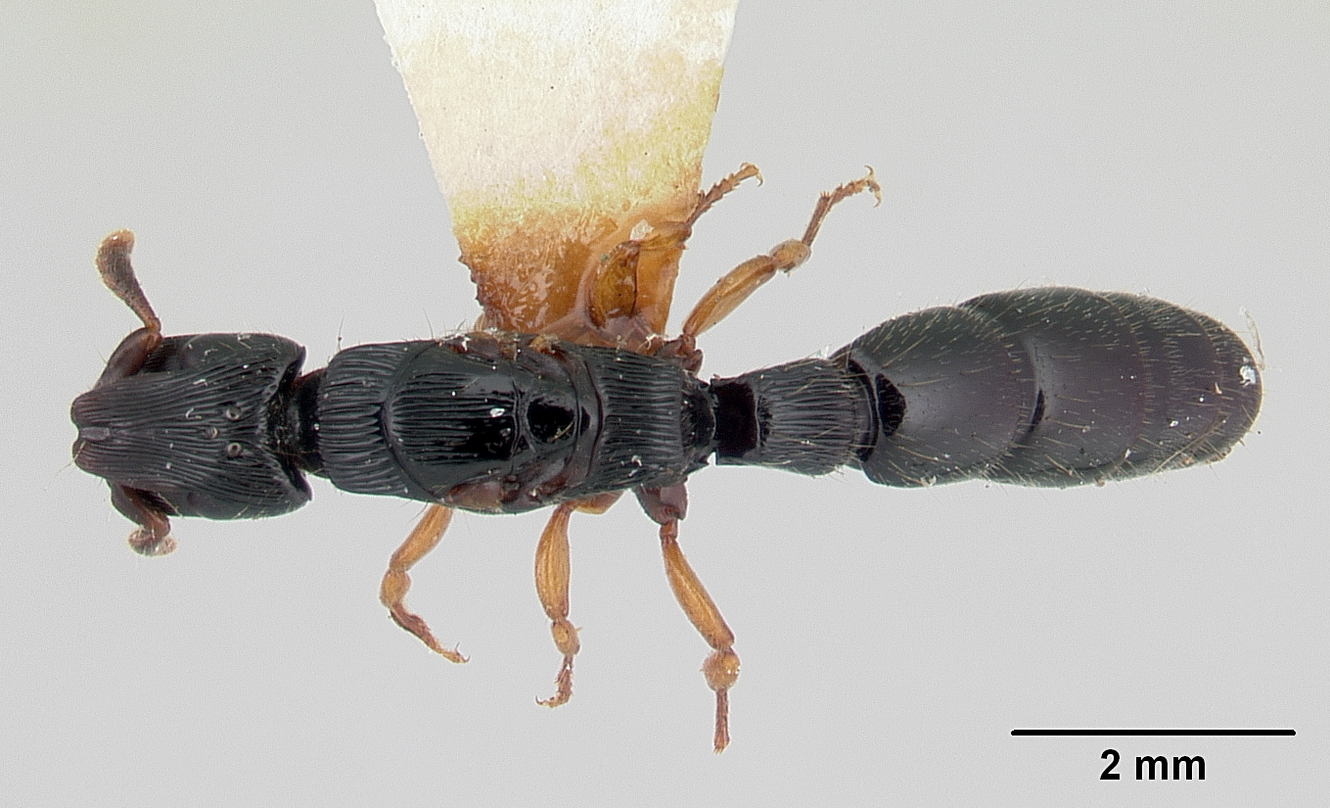
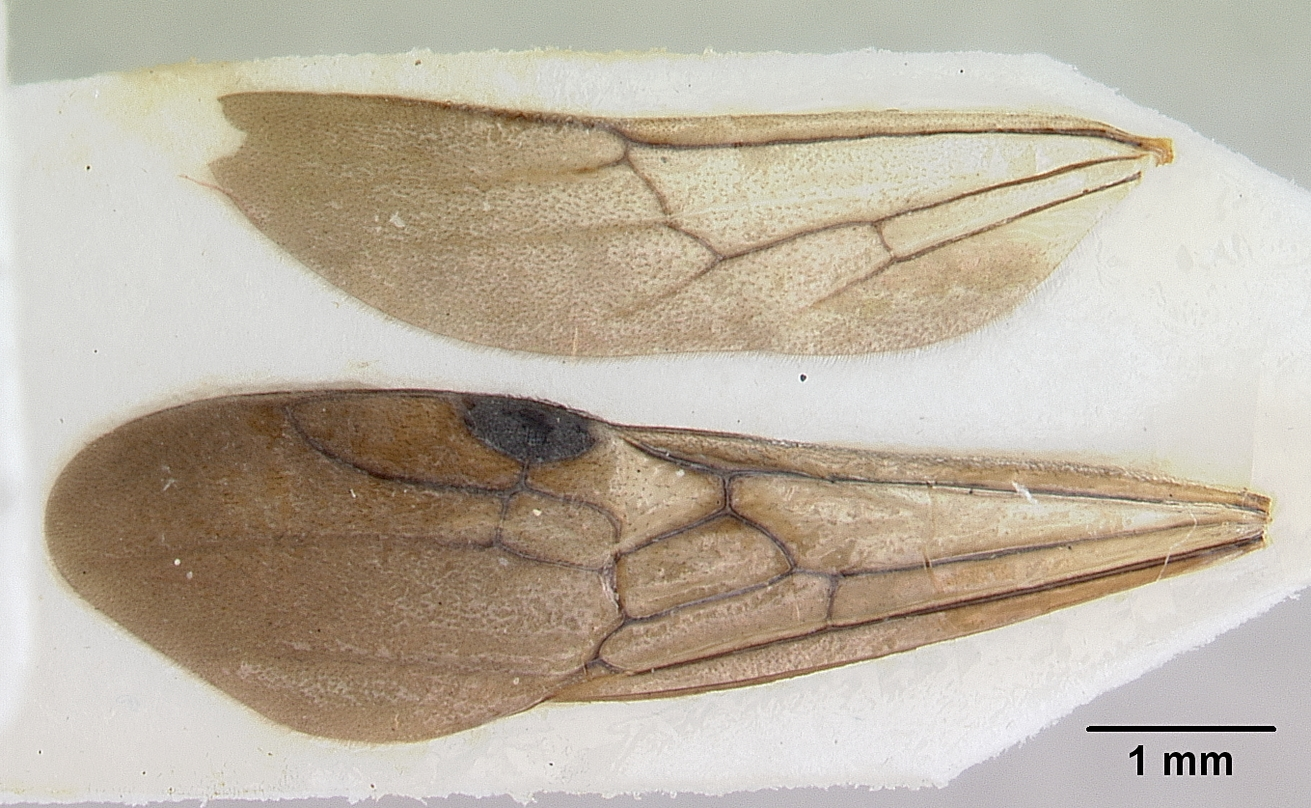

## Классификация
Вид был впервые описан в 1924 году под первоначальным названием Cylindromyrmex (Metacylindromyrmex) boliviae, имеет сложную таксономическую историю. Ранее, или включался в состав трибы Cylindromyrmecini, которая относилась к подсемейству Ponerinae, или в подсемейство Cerapachyinae. С 2016 года относится к Dorylinae.